# Clubcodex
De clubcodex, ook wel "de blauwe bladzijden" genoemd, is het tweede van drie delen, die samen de studentencodex uitmaken.
Het bevat de regels en wetten die het Vlaamse traditioneel-studentikoze leven van een studentenclub of een studentenvereniging regelen.  Hij werd door Dr. Edmond de Goeyse samengesteld op basis van historische voorbeelden uit Duitsland, met name de Allgemeinen Deutschen Biercomment.  Deze werd eind de negentiende eeuw ingevoerd in Leuven door Duitse studentenverenigingen, zoals A.V. Tungria Leuven of K.A.V. Lovania Leuven.  Dr. de Goeyse heeft echter ook een aantal wijzigingen aangebracht aan de regels.  
In de laatste twee edities van de studentencodex werden er zelfstandig wijzigingen aangebracht door de uitgevers, om commerciële redenen.  Met name de invoering van een blauwe studentencodex voor de provincies Oost-Vlaanderen en West-Vlaanderen, waar sedert decennia grote afwijkingen bestonden op deze regels, waren hiervoor de aanleiding.
Nederlandse verenigingen kennen, naast een formeel reglement, vergelijkbare regels die echter anders dan in Vlaanderen alleen mondeling worden doorgegeven. Deze ongeschreven regels worden mores genoemd.